# Pharaoschlange

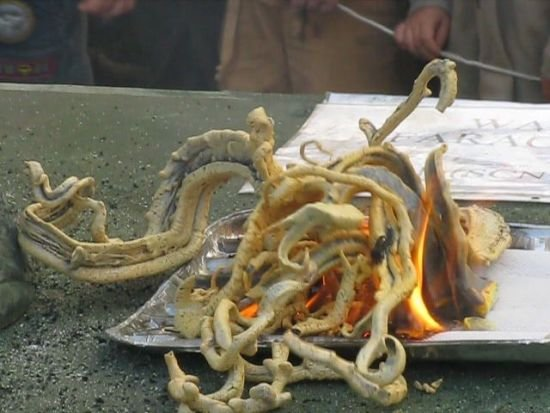
Pharaoschlange

Pharaoschlange (auch Pharaonenschlange oder Schlange des Pharao) bezeichnet einen zylindrischen bzw. kegelförmigen Scherzartikel, der nach Entzünden eine stark aufquellende schlangenförmige Asche erzeugt. Ursprünglich enthielten Pharaoschlangen Quecksilber(II)-thiocyanat, das aber wegen seiner Giftigkeit (und der beim Verbrennen entstehenden Quecksilberdämpfe) nicht mehr für diesen Zweck verwendet wird.
In Schulversuchen der Sekundarstufe I wird hiermit ein chemisches Experiment bezeichnet, bei dem eine mit Kohlenstoffdioxid aufgeschäumte hochporöse Kohlenstoffstruktur in einer Schlangenform entsteht. Der Versuch dient als Einführung in die organische Chemie und für das Element Kohlenstoff.

## Chemische Reaktion
Der chemische Versuch kann mit Puderzucker und konzentrierter Schwefelsäure durchgeführt werden. Andere Quellen benutzen auch Zucker, Asche und Brennspiritus. Eine Quelle zeigt einen Versuch mit Emser Pastillen und Brennspiritus, der angezündet wird. Die Reaktion ist nicht ungefährlich und kann bei unsachgemäßer Handhabung zu schweren Verbrennungen führen.
In allen Fällen entsteht als Reaktionsprodukt elementarer Kohlenstoff und gasförmige Reaktionsprodukte, die den Kohlenstoff aufschäumen.
Der Versuch kann auch mit anderen Chemikalien durchgeführt werden.